# Sweet Sweetback's Baadasssss Song
Pour plus de détails, voir Fiche technique et Distribution.
Sweet Sweetback's Baadasssss Song est un film de guérilla américain écrit, réalisé et produit par Melvin Van Peebles et sorti en 1971. L'acteur-réalisateur a également composé la bande originale.
Selon le magazine Variety, le film a réussi à convaincre l'industrie hollywoodienne que des films militants pouvaient être extrêmement rentables, menant à la création du genre blaxploitation, bien que certains considèrent au contraire que le film de Van Peebles n'est pas à inclure dans ce genre.
Mario Van Peebles réalise ensuite le docufiction Baadasssss! qui revient sur la gestation compliquée du film.

## Synopsis
Dans les années 1940, un jeune Afro-Américain orphelin (Mario Van Peebles) est recueilli par les propriétaires d'un bordel. Durant son service dans le bordel en tant qu'homme à tout faire, il perd sa virginité avec une des prostituées. La prostituée le baptise « Sweet Sweetback » en raison de ses prouesses sexuelles et de son gros pénis.
Devenu adulte, Sweetback (Melvin Van Peebles) est un gigolo qui anime des shows pornographiques dans une maison close. Une nuit, deux officiers de la police de Los Angeles s'entretiennent avec Beetle, le patron de Sweetback (Simon Chuckster) au sujet du meurtre d'un homme noir. Le problème est que la communauté noire fait pression sur les autorités pour trouver absolument un suspect. La police demande la permission d'arrêter Sweetback pour l'accuser du crime et pour le relâcher quelques jours plus tard, par manque de preuves, de manière à apaiser la communauté noire, son proxénète le louant à la police. Beetle accepte et les policiers arrêtent Sweetback. Sur le chemin du commissariat, les policiers arrêtent un jeune Black Panther nommé Mu-Mu (Hubert Scales) durant une manifestation. Ils le menottent à Sweetback, mais Mu-Mu insultant les officiers, ils le sortent de la voiture, lui enlèvent les menottes et se mettent à le tabasser. Sweetback aide alors Mu-Mu en tapant sur les policiers avec les menottes jusqu'à les rendre inconscients.
La suite du film est la chronique de la fuite de Sweetback, « Running Movie » du quartier de South Central à Los Angeles jusqu'à la frontière mexicaine. Sweetback est capturé par la police et est violemment interrogé au sujet de l'agression des officiers de police mais il arrive à s'échapper lorsqu'une émeute éclate. Sweetback se rend chez une femme qui lui coupe ses menottes en échange d'une partie de jambes en l'air. Ses menottes enlevées, sa fuite continue, jusqu'à ce qu'il soit capturé par un gang de bikers de Hells Angels. Le chef du gang est une femme qui est impressionnée par la taille du sexe de Sweetback et elle accepte de les aider, lui et Mu-Mu, en échange d'une relation sexuelle.
La police retrouve Sweetback et Mu-Mu dans le repaire des bikers, mais Sweetback s'échappe à pied tandis que Mu-Mu, blessé, s'enfuit avec les bikers ; l'un d'entre eux (John Amos) est tué par la police avec Mu-Mu. Toujours en fuite, Sweetback est aidé par un homme blanc, touché par ce qui lui arrive, qui accepte d'échanger ses vêtements avec lui. La police retrouve la mère adoptive de Sweetback et elle apprend à la police que son nom de naissance est Leroy. Le film se termine dans le désert où la police de Los Angeles est à sa poursuite accompagnée de chiens policiers.
En passant la rivière Tijuana délimitant la frontière mexicaine, Sweetback jure : « Watch out! A bad ass nigger is coming back to collect some dues » (« Faites gaffe ! Un nègre dangereux va revenir pour régler ses comptes »).

## Fiche technique
- Réalisation et scénario : Melvin Van Peebles
- Directeur de la photographie : Bob Maxwell
- Musique : Melvin Van Peebles - Earth, Wind & Fire
- Montage : Melvin Van Peebles
- Maquillage : Nora Maxwell
- Effets spéciaux : Cliff Wenger
- Production : Melvin Van Peebles et Jerry Gross
- Société de production : Yeah
- Société de distribution : Cinemation Industries
- Format de production : Format 16mm - format des imprimés 35 mm - 1.37 : 1
- Budget : 150 000 $[1]
- Box office : 15 200 000 $[1]
- Durée : 97 minutes
- Sortie : 23 avril 1971

## Distribution
- Melvin Van Peebles : Sweetback
- Mario Van Peebles : Sweetback enfant
- Simon Chuckster : Beetle
- Hubert Scales : Mu-Mu
- John Dullaghan : Commissaire
- West Gale :
- Niva Rochelle :
- John Amos : le biker
- Rhetta Hughes : la petite amie
- Nick Ferrari :
- Ed Rue :
- Lavelle Roby :
- Ted Hayden :

## Contexte historique
Le film est montré pour la première fois au public en 1971, époque marquée aux États-Unis par la fin de la guerre du Viêtnam.

Martin Luther King est mort. Woodstock annonce l’émergence de la culture psychédélique et les bavures policières se multiplient.
 
C’est dans une Amérique au racisme exacerbé et violent que les responsables des studios hollywoodiens décident de prendre une mesure symbolique en ouvrant leurs portes à trois réalisateurs noirs-américains, avec l’idée de la refermer aussitôt après eux. Ainsi Gordon Park (La Colline des potences, puis Les Nuits rouges de Harlem), Michael Schultz (Car Wash) et Melvin Van Peebles pour Watermelon Man sont les trois seuls à profiter de cette opportunité.

## Une innovation sociologique et formelle
Sweet Sweetback’s Baad Asssss Song, à sa sortie, fait l’effet d’un coup de tonnerre dans ce pays où peu de films peuvent prétendre avoir changé à la fois le cinéma et la vie.
Melvin Van Peebles a réussi à allier dans ce film langage cinématographique et politique. Il a maîtrisé ce long métrage d’un bout à l’autre de la chaîne de production et de diffusion. Le lieu de tournage se déroule à Los Angeles en Californie.
D’un point de vue technique, Melvin Van Peebles utilise des cadrages non conventionnels avec un montage psychédélique hérité des films pornographiques de l’époque (textures multicolores, pellicule surexposée). Le "white citizen council" classera le film X. À Hollywood, classer un film X réduit beaucoup son accès au public. Van Peebles en fera un objet marketing, il apparaîtra en bas à gauche de l'affiche, c'est le Blanc qui ne veut pas que les Afro-Américains voient le film.
Le financement s’effectue, lui aussi, d’une manière aventureuse. Grâce aux bénéfices de Watermelon Man et 50 000 $ empruntés à Bill Cosby, auxquels s’ajoutent diverses arrivées d’argent durant le tournage, le film jouit d’un budget total de 150 000 $ pour une recette finale de 15 M$. C’est une énorme réussite financière qui ne restera pas longtemps inexploitée par les grandes firmes du cinéma (c’est, d’ailleurs, Shaft qui sauvera la MGM de la faillite).

## Bande originale
Melvin Van Peebles orchestre savamment la publicité de son film en utilisant une méthode très peu usitée à l’époque, celle de la bande originale. Il a, pour cela, fait appel au groupe de musique  Earth, Wind and Fire  encore largement inconnu, créant ainsi l’alliance entre musique et cinéma noirs. Ils donneront, quelques mois plus tard, les bandes-sons historiques d’Isaac Hayes pour Les Nuits rouges de Harlem, Curtis Mayfield avec Superfly, ou Willie Hutch et The Mack.
Sweet Sweetback’s Baad Asssss Song est une grande aventure humaine, politique et financière.
Elle va marquer durablement les mentalités et pas seulement celles des populations noires. Ce film n’est en aucun cas une vision dogmatique et Black Panther, il rend simplement compte, de manière poétique, de la situation des années 70 aux États-Unis.
Face 1
- 1."Sweetback Losing His Cherry" (2:45)
- 2."Sweetback Getting It Uptight And Preaching It So Hard The Bourgeois Reggin Angels In Heaven Turn Around" (5:00)
- 3."Come On Feet Do Your Thing" (4:15)
- 4."Sweetback's Theme" (7:36)

Face 2
- 1."Hoppin' John" (2:25)
- 2."Voices" (0:11)
- 3."Mojo Woman" (2:43)
- 4."Voices" (0:15)
- 5."Sanra Z" (3:47)
- 6."Voices" (0:17)
- 7."Reggins Hanging On In There As Best They Can" (2:58)
- 8."Voices" (1:13)
- 9."Won't Bleed Me" (2:41)
- 10."The Man Tries Running His Usual Game but Sweetback's Jones Is So Strong He Wastes the Hounds (Yeah! Yeah! and Besides That He Will Be Comin' Back Takin' Names and Collecting Dues)" (4:25)